# Stake Land
Pour plus de détails, voir Fiche technique et Distribution.
Stake Land  est un film américain réalisé par Jim Mickle sorti en 2010.

## Fiche technique
- Titre original : 'Stake Land
- Réalisation : Jim Mickle
- Scénario : Jim Mickle et Nick Damici
- Directeur Photo : Ryan Samul
- Musique : Jeff Grace
- Costumes : Elisabeth Vastola
- Montage : Jim Mickle
- Effets spéciaux : Jeffrey Cox / Jeramy Cruise / Greg Kochan
- Direction artistique : Michael Ahern et Beck Underwood
- Producteurs : Derek Curl / Larry Fessenden / Adam Folk / Brent Kunkle / Peter Phok
- Production : Glass Eye Pix / Belladonna Productions / Off Hollywood Pictures
- Distributeurs : Dark Sky Films / IFC Films / IFC Midnight / Aventi / Home Box Office / Splendid Film / Umbrella Entertainment / Versus Entertainment
- Pays d'origine :  États-Unis
- Genre : Horreur
- Durée : 98 minutes

## Distribution
- Connor Paolo : Martin
- Gregory Jones : le père de Martin
- Traci Hovel : la mère de Martin
- Nick Damici : Mister
- Tim House : le sheriff
- Marianne Hagan : Docteur Foley
- Adam Scarimbolo : Kevin
- Kelly McGillis : Sister
- James Godwin :  le vampire dans la grange
- Stuart Rudin : le barbier
- Michael Cerveris : Jebedia Loven
- Vonia Arslanian : le barman
- Danielle Harris : Belle
- Sean Nelson : Willie
- Larry Fessenden : le barman routier
- Chance Kelly : officier Harley
- Jean Brassard : Benoît
- Phyllis Bash : Mama
- Bonnie Dennison : Peggy
- Lou Sumrall : l'homme de la Fraternité